# Вільшанське
Вільша́нське — село в Золочівській громаді Богодухівського району Харківської області України. Населення становить 108 осіб.

## Географічне розташування
Село Вільшанське знаходиться на правому березі річки Рогозянка, яка через 2 км впадає в річку Уда (права притока), нижче за течією на відстані 1 км розташований масив садових ділянок, за 2 км - село Чепелі, на протилежному березі - село Мала Рогозянка. На відстані 2 км розташована залізнична станція Чепелине.

## Історія
12 червня 2020 року, розпорядженням Кабінету Міністрів України № 725-р «Про визначення адміністративних центрів та затвердження територій територіальних громад Харківської області», увійшло до складу Золочівської селищної громади.
19 липня 2020 року, в результаті адміністративно-територіальної реформи та ліквідації Золочівського району, село увійшло до складу Богодухівського району.